# 49-я танковая бригада (1-го формирования)
49-я легкотанковая бригада (49-я лтбр) — воинское соединение автобронетанковых войск в Красной Армии Вооружённых Сил СССР.

## История
Бригада сформирована в 1939 году на базе 5-го отдельного легкотанкового полка Киевского Особого военного округа.
Историю бригады можно считать начатой не позже 1938 года, когда в составе Житомирской армейской группы Киевского военного округа был 5-й легкотанковый полк. В сентябре 1938 года полк уже имел 95 танков, из них лёгких танков Т-26 48 штук и лёгких быстроходных танков БТ-2, БТ-5, БТ-7 47 штук. Находился полк в г. Житомире.

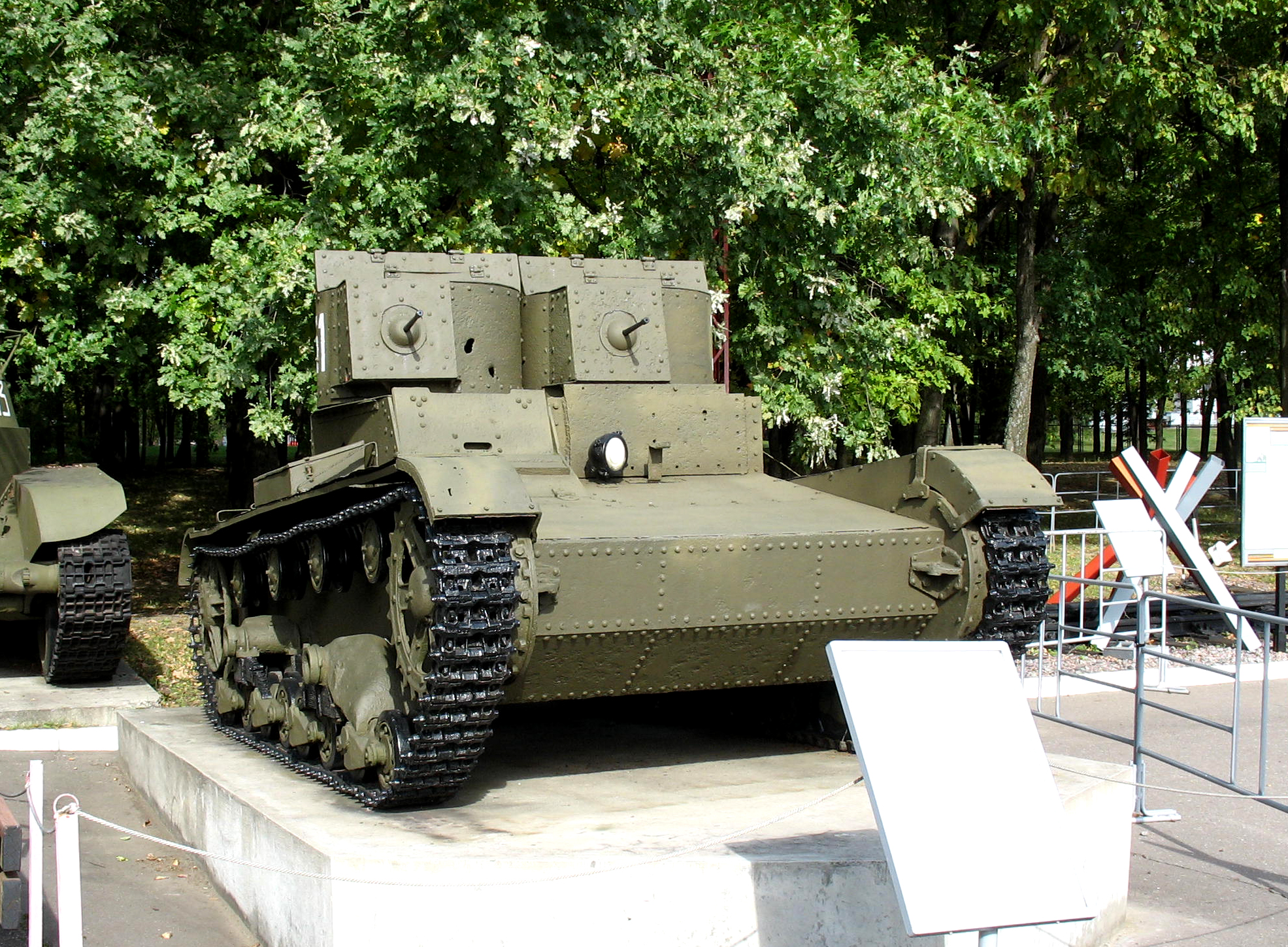
Двухбашенный Т-26 ранних выпусков с цельноклёпаными корпусом и башнями и пулемётным вооружением

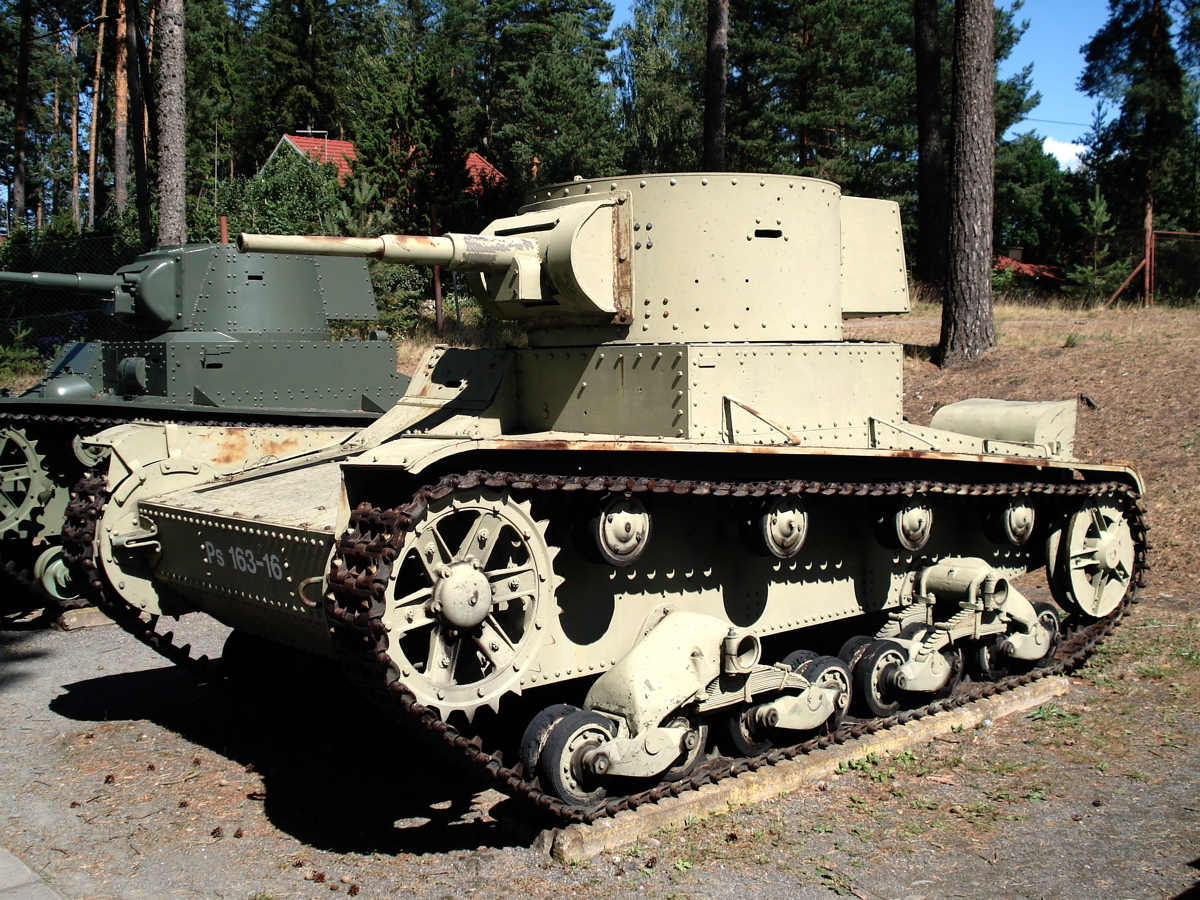
Однобашенный Т-26 с клёпаным корпусом и башней первого образца, узкой нишей

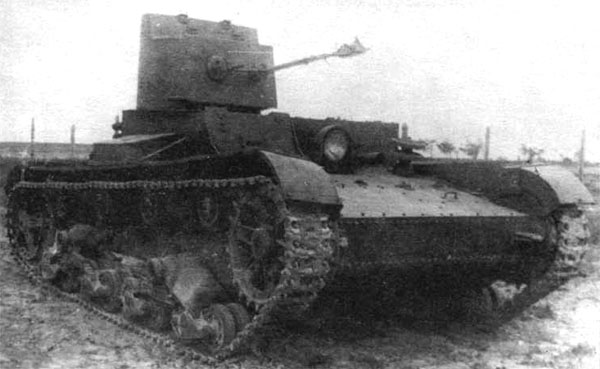
Химический танк ХТ-26

Бригада дислоцировалась в г. Житомир. По штату бригада должна была иметь на вооружении лёгкие танки Т-26, но по состоянию на 1 марта 1940 года имела лёгкие быстроходные танки БТ-2, БТ-5, БТ-7 — 96 штук и лёгкие бронеавтомобили БА — 7 штук.

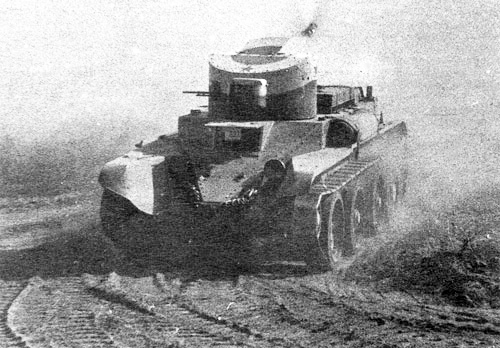
БТ-2 пулемётный на манёврах

В июле 1940 года командиром бригады назначен полковник Константин Ювенальевич Андреев. Андреев участник Гражданской войны в России 1918—1923 годов. Служил в стрелковых, кавалерийских и танковых частях. Прошёл путь от красноармейца 1-го Рабоче-Крестьянского полка 6-й дивизии (г. Петроград) до командира танковой бригады. С апреля 1933 года становится танкистом — командиром танкового эскадрона механизированного полка 7-й кавалерийской дивизии. Награждён орденом Красной Звезды и медалью «XX лет РККА».
Летом 1940 года бригада передана в состав Одесского военного округа и место дислокации получила в Бессарабии в Тарутино. В июле в состав бригады включён 194-й отдельный огнемётный танковый батальон (прибыл из расформированной 30-й химической танковой бригады).
Командир бригады полковник К. Ю. Андреев. В ноябре 1940 года становится слушателем КУВНС и с 28 ноября 1940 года находится в распоряжении управления кадров НКО. С 11.03.41 г.
В ноябре командиром бригады назначен заместитель командира бригады В. П. Крымов. Крымов в Красной Армии с 1921 года. Службу начал курсантом Борисоглебских кавалерийских курсов. В 1932 году становится танкистом — помощником начальника штаба 9-го механизированного полка 9-й кавалерийской дивизии. В 1936 году окончил Военную академию им. Фрунзе. С 20.07.40 г. заместитель командира 49-й легкотанковой бригады. Награждён медалью «XX лет РККА».
История бригады стала началом истории 44-й танковой дивизии, принявшей участие в Великой Отечественной войне 1941—1945 годов советского народа. В марте 1941 года бригада была использована в формировании 44-й танковой дивизии 18-го механизированного корпуса округа.
Командир бригады полковник В. П. Крымов назначен командиром 44-й танковой дивизии.
Командир 181-го отдельного танкового батальона майор Н. С. Гудзенко назначен заместителем командира 44-й тд по строевой части.
Начальник штаба бригады подполковник П. М. Панков назначен
начальником штаба 44-й тд.
Начальник политического отдела бригады старший батальонный комиссар Дмитрий Лазаревич Гойзман назначен заместителем начальника отдела политпропаганды 44-й тд.
Командир 192-го отдельного учебного танкового батальона майор Семён Петрович Парфёненко назначен начальником оперативного отделения штаба 44-й тд.

## Полное название
49-я легкотанковая бригада

## Подчинение
| Дата                            | Фронт                         | Армия                        | Корпус | Примечания |
| ------------------------------- | ----------------------------- | ---------------------------- | ------ | ---------- |
| 1939 год – лето 1940 года       | Киевский Особый военный округ | Житомирская армейская группа |        |            |
| лето 1940 года - март 1941 года | Одесский военный округ        |                              |        |            |

## Командование
- Командир бригады … (1939 — …).
- Командир бригады полковник Константин Ювенальевич Андреев (июль — 28 ноября 1940 года). (Примечание: 11.07.40 (приказ КОВО о назначении от 20.07.1940, приказ НКО о назначении от 11.1940).
- Командир бригады подполковник Василий Петрович Крымов (ноябрь 1940 года — март 1941 года).
- Заместитель командира бригады по строевой части подполковник Василий Петрович Крымов (с 20 июля до 28 ноября 1940 года).
- Военный комиссар бригады полковой комиссар Иосиф Львович Шестопалов (с 26 сентября 1939 года).
- Начальник штаба бригады подполковник Пётр Михайлович Панков.
- Начальник оперативной части штаба Юдин.
- Начальник политического отдела батальонный комиссар Дмитрий Лазаревич Гойзман (с 26 сентября 1939 года).
- Командир 181-го отдельного танкового батальона майор Николай Сергеевич Гудзенко.
- Командир 184-го отдельного танкового батальона капитан Розен.
- Командир 197-го отдельного танкового батальона капитан Яков Анисимович Крутий.
- Командир 192-го отдельного учебного танкового батальона майор Семён Петрович Парфёненко.

## Состав
На 1939-1941:
- Управление бригады.
- 181-й отдельный танковый батальон
- 184-й отдельный танковый батальон
- 197-й отдельный танковый батальон
- 192-й отдельный учебный танковый батальон
- 278-й ремонтно-восстановительный батальон.
- Подразделения обеспечения.

- 194-й отдельный огнемётный танковый батальон (с июля 1940).